# Veerse Gat

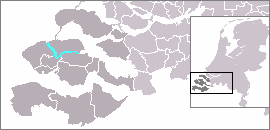
Locatie van het Veerse Meer

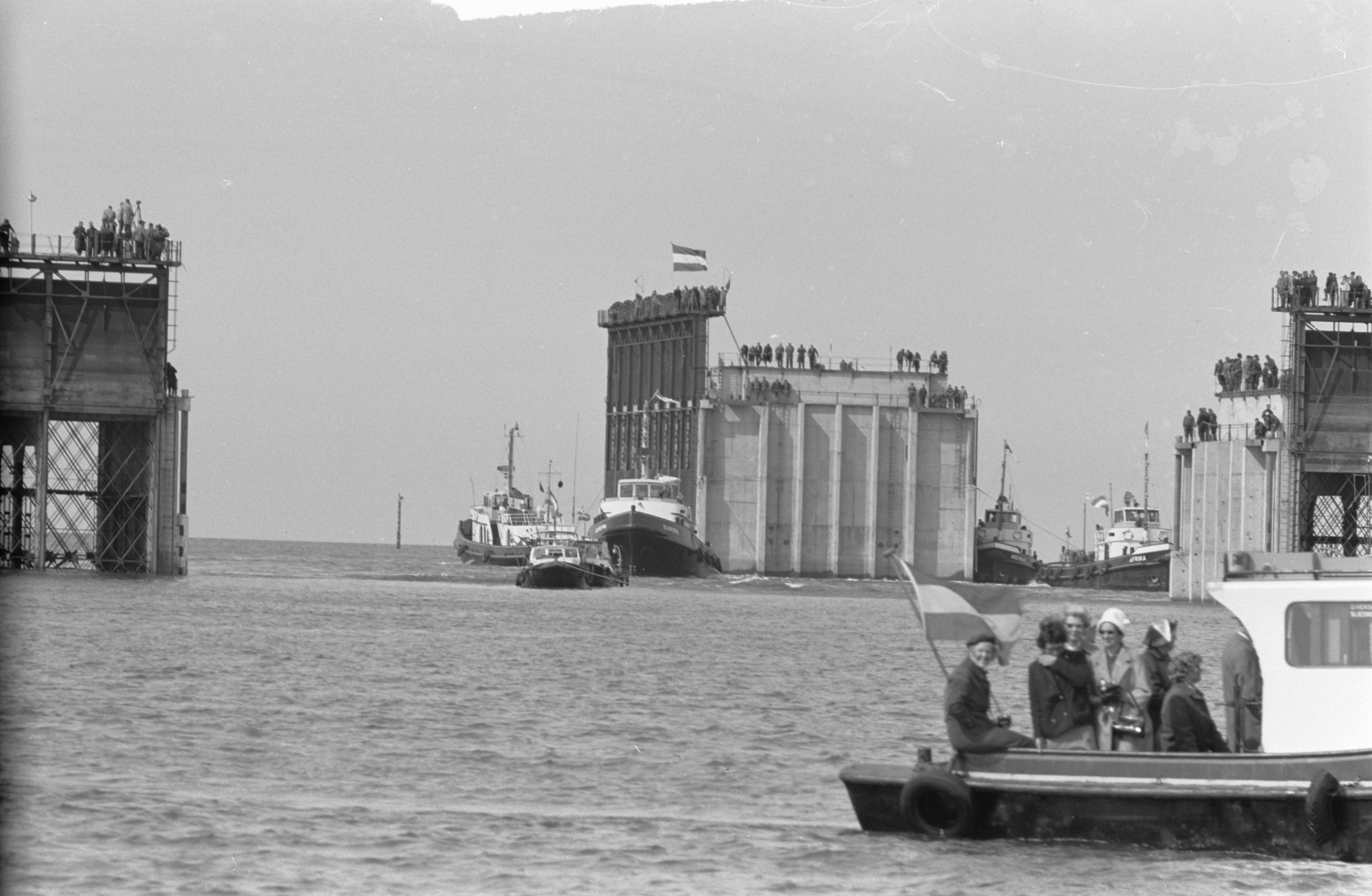
Sluiting van het Veerse Gat

Het Veerse Gat was een zeegat in Zeeland, tussen Noord-Beveland en Walcheren. Het werd in 1961 in het kader van de Deltawerken afgesloten door de Veerse Gatdam. Hiermee ontstond het Veerse Meer. Tot 1961 was het Veerse Gat de toegang tot de (vissers)haven van Veere. Sindsdien is deze haven alleen nog te bereiken via een sluis in de Zandkreekdam en heeft ze haar betekenis als vissershaven verloren.
Aan de zuidkant van het Veerse Gat lag bij boerderij Wulpenhorst een open toegang tot het nieuwe havenkanaal van Middelburg. Dit kanaal werd in 1817 voor het scheepvaartverkeer geopend en zou de haven van Middelburg beter toegankelijk moeten maken. In 1872 kwam hiervoor het kanaal door Walcheren voor in de plaats. Dit laatste kanaal kreeg bij Veere schutsluizen die gehandhaafd zijn na de afsluiting in 1961.
Na de sluiting schreef Jaap Fischer het lied Het Veerse Gat (1962). De eerste regel van het refrein luidt: Het gat is dicht, de haven ligt voor johoho, voor johohohoker. In zijn lied voorspelt Fischer dat 'Fritz und Wilhelm' nu wel 'schnell' zullen komen, en dat Veere een recreatiestad zal worden.